# 張家玉
张家玉（1615年—1647年），字玄子，一字元子，号芷園，廣東廣州府東莞縣人，明末及南明政治人物。永曆年間任兵部尚書，兵敗自盡殉國。

## 生平
少年时好习武艺。十九歲考取秀才，为广州儒学生员。崇禎十六年（1643年），考取進士。李自成陷京師，被執。自成敗，南歸。隆武年間，授翰林院侍講，兼編起居注。
弘光元年（1645年）五月，清兵破南京，弘光帝随即被俘。张家玉逃往杭州。闰六月，唐王朱聿键即位于福州，改元隆武，张家玉授翰林院侍讲，兼編起居注。七月初一，隆武帝亲征江西，命张家玉为兵科给事中，监督御右营永胜军。十一月，清军围困抚州，张家玉率军驰援，埋伏诱敌，先后在许湾（今江西临川区）、在千金坡大败清军，解抚州之围。
江西淪陷後，张家玉擁立永曆帝。晉兵部尚書。兵敗投水塘死。永曆帝加贈奉天翼運中興宣猷守正文臣，特進光祿大夫、左國柱、少保兼太子太師武英殿大學士、吏部尚書、增城侯，諡文烈。

## 著作
有《張文烈公軍中遺稿》1卷、《附錄》1卷、《大易纂義》、《名山集》、《軍中草》、《詞林館課》、《西征集》、《歷代帝王說》等。

## 延伸阅读
[在维基数据编辑]
 在维基文库阅读此作者作品
 《明史卷二百七十八》，出自《明史》